# مارکو بورساتو
مارکو بورساتو (انگلیسی: Marco Borsato؛ زادهٔ ۲۱ دسامبر ۱۹۶۶) موسیقی‌دان اهل پادشاهی هلند است. وی از سال ۱۹۹۰ میلادی تاکنون مشغول فعالیت بوده‌است.
از فیلم‌ها یا برنامه‌های تلویزیونی که وی در آن نقش داشته‌است می‌توان به ارتش خاموش اشاره کرد.